# Festuca borderei
Festuca borderei är en gräsart som först beskrevs av Eduard Hackel, och fick sitt nu gällande namn av Karl Carl Richter. Festuca borderei ingår i släktet svinglar, och familjen gräs. Inga underarter finns listade i Catalogue of Life.